# Bilal ibn Rabah
Abū ʿAbdallāh Bilāl ibn Rabāḥ al-Ḥabašī
Bilal l'Abyssin(ien)
Sidi Bilal
Bilali Bounama
« Bilal l'Abyssin(ien) », « Sidi Bilal » et « Bilali Bounama » redirigent ici. Pour les autres significations, voir Bilal
Vous pouvez aider à l'améliorer ou bien discuter des problèmes sur sa page de discussion.
- Certaines informations devraient être mieux reliées aux sources mentionnées dans la bibliographie ou les liens externes. Améliorez sa vérifiabilité en les associant par des références. (Marqué depuis décembre 2014)

Bilal ibn Rabâh (en arabe : بِلَال ٱبْن رَبَاح / Bilāl ibn Rabāḥ), dit Al-Habashi (al-Ḥabašī, « l'Abyssin »,), était l'un des compagnons du prophète de l’islam, Mahomet. Il est né à La Mecque dans le Hejaz en 580 après J.-C Son père Rabah était un arabe du clan Banu Jumah, sa mère, Hamamah, était une ancienne princesse abyssine capturée après la tentative de destruction de la Kabaa par Abraha l'Abyssin et réduite en esclavage. Né esclave, Bilal n'a pas eu d'autre choix que de travailler pour son maître, Umayyah ibn Khalaf. Par la suite, il fut affranchi par Abû Bakr,. Considéré comme le premier muezzin,,, il était connu pour sa belle voix, avec laquelle il appelait les gens à leurs prières. Il meurt en 640 à l'âge de 62 ans.
En tant que premier muezzin, Bilal est le patron des muezzins et de leurs corporations. D'après certaines traditions, il est l'un des dix-sept premiers patrons, parmi les compagnons présents, à avoir été initiés, sur l'initiative du prophète, par Ali lui-même — et non par Salman le Perse — avec la cérémonie du šadd.
Bilal est un des premiers convertis à l'islam. D'après la majorité des récits, il est le cinquième à avoir embrassé la religion musulmane. En effet, après Khadija, première épouse du prophète, et Ali, cousin et futur gendre du prophète, suivent le premier homme adulte, Abou Bakr, puis le premier esclave affranchi, Zayd ibn Harithah, fils adoptif du prophète, et Bilal.
Bilal est souvent décrit comme un homme grand et mince avec le teint brun foncé ayant la peau mate et aux cheveux drus.
Considéré comme le premier musulman d'ascendance africaine, Bilal est particulièrement vénéré en Afrique et par les Afro-Américains. Au Maroc, il est considéré comme le fondateur et le protecteur de la guilde des musiciens noirs itinérants. En Tunisie et dans le reste du Maghreb, il est invoqué, sous le nom de sidi (en) Bilal, par les membres des confréries de noirs musulmans pendant le stambali, un rite de possession.
En Inde, les noirs musulmans le considèrent comme leur ancêtre commun.

## Biographie

### Nobles racines éthiopiennes
En Arabie, autour de , vivaient de nombreuses tribus païennes dont la riche et puissante tribu d'éleveurs et d’agriculteurs des Bani Jumuh. À cette époque, toutes ces tribus s’adonnaient aux razzias, aux pillages et à l’esclavage. Rabah était l’un des esclaves des Bani Jumuh. Son intégrité, sa vertu et sa conduite irréprochable lui avaient valu la supervision de la propriété de la tribu.
En 571, le Royaume d'Aksoum était une grande puissance dirigée par le Negus Gabra Masqal[réf. nécessaire]. Le Negus avait confié l’expansion de son empire dans la région à Abraha Al-Achram, prince chrétien chef de l’armée d'Abyssinie. Après avoir soumis le Yémen dont il devint roi, Abraha Al-Achram, s’affranchit de l’autorité du Negus et résolut d’annexer la région mecquoise. Il construit, à Sanaa (capitale du Yémen), une magnifique cathédrale orthodoxe que les Arabes surnommèrent Al-Qalis (l’église). Afin de récupérer les bénéfices commerciaux des pèlerinages arabes vers la Ka'aba, Abraha Al-Achram leur proposa sa nouvelle cathédrale comme lieu de pèlerinage. Offusqués, les Arabes profanèrent et brûlèrent la cathédrale. Par volonté d’anéantir la concurrence commerciale plus que pour venger l’insulte, Abraha Al-Achram marcha sur La Mecque avec 60 000 hommes et treize éléphants avec pour but de détruire la Ka'aba.
Noufayl Ibn Habib, chef de la tribu des Bani Kath'am, tenta de les stopper sans succès mais avant d'atteindre son objectif, l'armée Abyssine finit par être vaincue et totalement décimée. Par la suite, les Arabes attaquèrent le cortège de Hamamah, la nièce d’Abraha Al-Achram (la fille de sa sœur). S’appropriant le butin, ils offrirent Hamamah aux Bani Jumuh qui la réduisirent en esclavage. C’est ainsi que Hamamah rencontra Rabah. Au su de leurs affinités, Khalaf, le chef de la tribu, les maria. Deux fils, Bilal et Khadid, et une fille, Ghufrah, naquirent de cette union. À la mort de Khalaf, son fils aîné, Omayyah, craint et respecté, lui succéda. À la mort de son père, Bilal, devenu adulte, se chargea de sa famille. Apprécié d’Omayyah Ibn Khalaf, il fut nommé à la supervision de la propriété et du temple des idoles de la tribu.

### La conversion du gardien du temple des idoles
Quand Mahomet divulgua le message dont il disait qu’Allah l’avait chargé, peu d’adeptes répondirent à l’appel mais grande était leur ferveur. Les chefs de tribu inquiets pour leur pouvoir cherchaient à tuer Mahomet et ainsi annihiler l’islam naissant. Si leur opiniâtreté révélait leur crainte de cette nouvelle croyance, et leur opposition, ils ne purent et empecher la diffusion de l’islam aux autres classes sociales. Bilal, était alors surveillant du temple des idoles, et croyait en ces statues façonnées par l’homme.Forcé d’accepter l’idolâtrie, les quelques doutes qui lui subsistaient furent ravivés par l’appel de Mahomet. Bilal savait que Mahomet venait souvent prier près de la Ka'aba à la nuit tombée. Il alla le trouver et fit la chahada pour se convertir à l’islam.
Omayyah Ibn Khalaf était de ces chefs de tribu qui s’opposaient à  l’islam. Lorsqu’il apprit la conversion de Bilal, il entra dans une rage terrible et lui ordonna de renier sa nouvelle croyance. Bilal refusa : « Je ne crains pas d’affirmer ma foi. Je n’ai nulle intention de l’abjurer. Je suis ton esclave mais je reste libre de choisir ma croyance ». Ces paroles décuplèrent la colère d’Omayyah qui déchaîna contre lui toute sa violence et résolut de le torturer pour le faire abjurer. Mais à l’inverse, ce traitement renforça la foi de Bilal. Devant sa résistance, Omayyah imagina une torture qui résulterait de son abjuration ou de sa mort. Il fit emmener Bilal dans le désert, étendre sur des pierres brûlantes et poser sur sa poitrine un énorme rocher brûlant tout en le faisant fouetter. Mais à sa grande déception, malgré son affaiblissement, Bilal ne trouvait la force de murmurer que «Ahad, Ahad» ([Dieu est] Unique, Unique!). Cette scène de torture quotidienne finit par attirer des spectateurs et la résistance de Bilal forçait l’admiration. Plus Omayyah persistait dans sa cruauté, plus Bilal se réfugiait profondément dans sa croyance, espérant la mort telle une délivrance divine.

### Délivré sur requête de Mahomet
La mésaventure de l’infortuné Bilal était sur toutes les lèvres de la région mecquoise. Mahomet qui s’inquiétait pour lui, cherchait le moyen de le sortir de cette situation. Il se résolut à demander de l’aide à ses compagnons : « Si l’un de vous peut acheter et affranchir Bilal, ce problème serait peut-être résolu ». C’est Abû Bakr qui s’y engagea. Au bout de longues tractations au cours desquelles il proposa d’échanger Bilal contre l’un de ses plus robustes esclaves, Abu Bakr réussit à convaincre Omayyah de lui vendre Bilal. La légende dit qu'Abu Bakr aurait acheté Bilal contre neuf pièces d’argent. Et Bilal rejoignit Mahomet.
Désormais identifié comme adepte de l’islam et compagnon de Mahomet, Bilal subissait les mêmes persécutions que ses coreligionnaires. Lors de l’Hégire en 622 apr. J.-C., il suivit Mahomet à Yathrib, future Médine, et travailla avec les autres musulmans à la construction de la première mosquée.

### Le premier Adhân
À la fin de l’édification de la mosquée de al-Nabawi à Médine, il fallait appeler les fidèles à la prière. C’est donc en l’an I de l’Hégire, que la décision fut prise quant au moyen de rappeler aux croyants l’heure des prières. À ce sujet, l’envoyé de Dieu et ses compagnons passèrent en revue quelques procédés tels que l’usage du cor (la trompe appelée chofar en hébreu) qui était en vigueur chez les Juifs, ou l'usage de la cloche à la manière des Chrétiens. Les deux idées furent toutefois rejetées. La proposition avancée par Abd Allâh Ibn Zayd fut retenue : la voix.
«Allahou Akbar ! Allahou Akbar ! (Dieu est le plus grand ! Dieu est le plus grand)
Ach-hadou an lâ ilaha illa lâh ! (Je témoigne qu’il n’y a de vraie divinité sauf Dieu)
Ach-hadou an lâ ilaha illa lâh ! (Je témoigne qu’il n’y a de vraie divinité sauf Dieu)
Ach-hadou anna Mouhammadan rasouloul-lâh (Je témoigne que Mahomet est le messager de Dieu)
Ach-hadou anna Mouhammadan rasouloul-lâh (Je témoigne que Mahomet est le messager de Dieu)
Hayya ‘alas-salâh (Venez à la prière)
Hayya ‘alas-salâh (Venez à la prière)
Hayya ‘alal-falâh (Venez à la félicité)
Hayya ‘alal-falâh (Venez à la félicité)
Allahou Akbar ! Allahou Akbar ! (Dieu est le plus grand ! Dieu est le plus grand)
lâ ilaha illa lâh ! (Il n’y a de vraie divinité sauf Dieu). »
Mahomet, qui avait remarqué la magnifique voix de Bilâl, le chargea de lever l’adhân. Flatté de l’honneur qu’il lui faisait, Bilâl s’exécuta avec empressement. Il grimpa sur le toit de la mosquée et lança le tout premier appel à la prière de sa plus belle voix. Sa prestation émut le prophète de l’islam et ses compagnons qui furent confortés dans leur choix et décidèrent que Bilal serait définitivement chargé de lever l'adhân. C’est ainsi que Bilal Ibn Rabah devint Bilal Al-Habashi, le premier muezzin de l’islam. En 623, à la bataille de Badr qui vit la victoire des Musulmans sur les polythéistes mecquois, il combattit et tua son ancien maître, Omayyah Ibn Khalaf. Ce fut encore lui que Mahomet chargea de lever le premier adhân de La Mecque, du haut de la Ka'aba, après leur entrée triomphante dans la ville. Quand la Ka'aba fut ouverte, seul Bilal eut le droit d’accompagner Mahomet à l’intérieur pour débarrasser ce lieu saint, construit par Adam et que Ibrahim (Abraham) avait reconstruit avec son fils aîné Ismaël après le Déluge, de toutes les idoles qui s’y trouvaient.

### L’exil du Muezzin
À la mort de Mahomet, le 8 juin 632, Bilal était effondré. Depuis, lever l’adhân était devenu un supplice pour lui. Ses souvenirs avec Mahomet l’assaillaient et l’empêchaient d’y mettre toute sa joie d’appeler les fidèles à la prière. Il demanda alors à Abû Bakr devenu premier calife de l’islam de le décharger de l’adhân et de l'envoyer en Syrie pour effectuer le jihad et participa à la conquête de Jérusalem, en 638. Du haut d’un plateau du Golan, alors qu’il refusait de lever l’adhân depuis la disparition de Mahomet, Bilal accéda à la supplique d’Omar ibn al-Khattab et lança un appel si émouvant qu’il arracha des larmes à tous les musulmans alentour.

### Une mort annoncée
Vers la fin de sa vie, Bilal s’installa définitivement à Damas, en Syrie où il finit par se marier. Quelque temps avant sa mort, Mahomet lui dit en songe : « Pourquoi cet éloignement, Bilal ? N’est-il pas temps pour toi de me rendre visite ? ». Il prit immédiatement le chemin de Médine dont il s’était éloigné depuis sept ans. À son arrivée, il fut accueilli dans la joie par la famille de Mahomet. Hussein ibn Ali et Hassan ibn Ali, les petits-fils de Mahomet, lui demandèrent de lever l’adhân le lendemain matin. À l’aube, Bilal monta sur le toit de la mosquée et lança un appel qui bouleversa tout Médine.
Peu après, Bilal regagna Damas. À la nouvelle de la mort du prophète, Bilal aurait dit à son épouse : « Ne dis pas quelle calamité ! Mais dis plutôt quelle gaieté ! Demain je rejoindrai mes bien-aimés, Mahomet et ses compagnons. » L’écrivain Abû Nu`aym affirme dans Hilyat Al-Awliyâ’, ouvrage encyclopédique, que Bilal était le secrétaire de Mahomet et qu’il avait le même âge qu’Abû Bakr. Il repose au cimetière historique de Bab al-Saghir dans le quartier sud de la vieille ville de Damas. Ses dates de naissance et de mort font l’objet de désaccord entre historiens. Pour certains, il serait né en l’an 53, pour d’autres, en 43 avant l’Hégire. Par contre, ils s’accordent à dire qu’il serait mort pendant le califat de Omar Ibn Al-Khattâb, vers 641, mais restent partagés sur son âge (60 ou 70 ans).
Mahomet choisit la voix humaine comme fédératrice de l’islam. Ce mode d’appel à la prière est resté inchangé depuis le dernier adhân levé par Bilal Al-Habashî à Médine. Toutefois, le texte diffère légèrement selon le rite religieux (sunnite, chiite, etc.). Par ailleurs, dans certaines mosquées un enregistrement vocal levant l'adhân est diffusé par des haut-parleurs à chaque appel à la prière. Quoi qu’il en soit c’est toujours la voix qui rassemble les fidèles aujourd’hui.

## Bilali Bounama
Au Mali, il existe une légende qui lie Bilal à Bilali Bounama considéré comme l'aïeul de Soundiata Keïta, le fondateur de l'empire du Mali.
D'après une certaine tradition orale, l'ancêtre du fondateur de l'empire du Mali serait Bilali Bounama. Celui-ci est identifié au muezzin Bilal. D'après cette tradition, Bilal aurait eu sept fils. L'aîné, Lawalo, aurait quitté l'Arabie pour l'actuel Mali. Son fils, Latal Kalibi, y aurait fondé une chefferie. Celle-ci se serait étendue dans la région de l'actuelle Niani. Elle serait passée de génération en génération jusqu'à Soundiata Keita, le fondateur de l'empire du Mali.

## Cinéma
Au cinéma, Bilal, le muezzin du Prophète (titre original : Bilâl mou'adhdhin al-rasoul) est un film égyptien réalisé par Ahmed Al Toukhi en 1953.
Bilal a été interprété par l'acteur britannique Johnny Sekka dans Le Message (titre original : The Message, en anglais), long métrage réalisé par Moustapha Akkad en 1976 et sorti l'année suivante.
Bilal, la naissance d'une légende (en), un film d'animation 3D relatant le vie du muezzin, est sorti en 2015.